# عمار قمبر
عمار سامي علي حسن قمبر سياسي ورجل أعمال بحريني. عضو في مجلس النواب من 12 ديسمبر 2018 عن الدائرة السادسة في محافظة المحرق.

## المسيرة المهنية
كان يملك ويرأس شركة WE EVENT لتنظيم المؤتمرات الدولية.
خاض انتخابات مجلس إدارة نادي الحالة في عام 2013 حيث حل احتياطي ثالث بعدما حصل على 53 صوت.

## مجلس النواب
قرر دخول المعترك السياسي من خلال الترشح لعضوية مجلس النواب عن الدائرة السابعة في محافظة المحرق. ترشحه كان مستقلا في العلن ولكنه كان مدعوم من جمعية المنبر الوطني الإسلامي الجناح السياسي للإخوان المسلمون في السر. في البداية سقط اسمه من كشوفات الناخبين المسجلة بالرغم من أن جميع أفراد عائلته مدرجة أسماؤهم. وأشار قمبر إلى أنه قام بمراجعة كشوفات الناخبين في مقر اللجنة الإشرافية وقدم طلب الاعتراض وقد وصلت له رسالة نصية بقبول طلبه. وأضاف: «وصلتني رسالة نصية ثانية على هاتفي تفيد بإدراج اسمي على كشوفات الناخبين حيث قمت بإدخال اسمي في الموقع الإلكتروني بعد ذلك للتأكد ولم أجد اسمي بعد مما أثار استغرابي». ودعا قمبر إلى ضرورة الإسراع في إدراج أسماء الناخبين في الموقع الإلكتروني وخصوصًا بعد مراجعتهم لمقر اللجنة الإشرافية. تعرض أثناء حملة الترشيح إلى سرقة خمس عشرة لافتة من أمام المطبعة في 1 نوفمبر مؤكداً أنه سيقدم بلاغاً للشرطة. وقال قمبر: «كنا نعمل على البنرات وكنا على استعداد لنقلهم في اليوم الثاني ولكن تفاجأنا بما حدث ونحن لا نشكك في أحد ولا نعلم الهدف خلف هذه التصرفات ونأمل بمنافسة شريفة بين المرشحين». في الجولة الأولى التي أقيمت في 24 نوفمبر 2018 حصل على 3593 صوت بنسبة 31.45% مما استوجب إقامة جولة ثانية في 1 ديسمبر حيث استطاع التغلب على منافسه يوسف عبد الغفار بحصوله على 7317 صوت بنسبة 71.31%. بات قمبر أول بحريني يظفر بالمقعد البرلماني خلفاً لأبيه سامي قمبر من جمعية المنبر الوطني الإسلامي الذي فاز عن الدائرة الخامسة بالمحافظة في انتخابات 2006.